# Koronás harasztjáró
A koronás harasztjáró (Seiurus aurocapilla) a madarak osztályának verébalakúak (Passeriformes) rendjébe és az újvilági poszátafélék (Parulidae) családjába tartozó Seiurus nem egyetlen faja.

## Rendszerezés
A nem besorolása vitatott, egyes rendszerezők szerint a Parkesia nembe tartozó két faj is ide tartozik.

## Alfajai
- Seiurus aurocapilla aurocapilla (Linnaeus, 1766)
- Seiurus aurocapilla cinereus A. H. Miller, 1942
- Seiurus aurocapilla furvior Batchelder, 1918

## Előfordulása

### Elterjedése
Kanadában, az Amerikai Egyesült Államokban és Saint-Pierre és Miquelonon költ, telelni a Karibi-szigetekre és Mexikón, valamint Közép-Amerikán keresztül Kolumbiáig és Venezueláig vonul. Kóborlóként eljut Ecuadorba, Grönlandra, Írországba, Saint-Martin francia részére és az Egyesült Királyságba is.

### Élőhelye
Mérsékelt övi fenyő- és lombhullató erdőkben költ, a telet a szubtrópusi és trópusi esőerdőkben és száraz erdőkben tölti.

## Megjelenése
Átlagos testhossza 13 centiméter, szárnyfesztávolsága 26 centiméter, testtömege pedig 19,2 gramm. Fején koronaszerű, narancssárga és fekete csíkokat visel, valamint fehér szemgyűrűje van. A háti része olívbarna, a hasi része fehér, csíkos és foltos mintázattal. Lábai viszonylag hosszúak.

## Életmódja

### Táplálkozása
Az  erdők aljnövényzetében keresi tücskökből, hangyákból, pókokból, hernyókból, levéltetvekből, földigilisztákból, lepkékből, bogarakból és  csigákból álló táplálékát, valamint alkalmanként magvakat és gyümölcsöt is fogyaszt.

### Szaporodása
A talajra készíti fészkét. A fészekalja 4-6 tojásból áll, melyen 14 napig kotlik. A fiókák kirepülése még 14 napot vesz igénybe.